# Nazionale maschile di hockey su slittino della Germania
La nazionale di hockey su slittino della Germania è la rappresentativa nazionale tedesca maschile di hockey su slittino.